# قلمرو یوایتا
قلمرو یوایتا (به ژاپنی: 与板藩, Yoita-han)، یک حوزه هان (ژاپن) دایمیوهای فودای تحت حکومت شوگون‌سالاری توکوگاوا دوره ادو ژاپن بود. در ولایت اچیگو، هونشو واقع شده بود.